# Jennifer Simons
Jennifer "Jenny" Simons, född 5 september 1953 är en surinamesisk politiker och ordförande för Nationaldemokratiska partiet (NPD).
Den 30 juni 2010 valdes hon till ordförande i Surinams nationalförsamling. Simons är den andra kvinnliga ordföranden i Surinams parlament.
Vid parlamentsvalet den 25 maj 2025 säkrade en koalition mellan NPD och fem andra partier de 34 platser i nationalförsamlingen som krävs för att utse en president. Om Jennifer Simons väljs blir hon landets första kvinnliga president.